# Francisco Carvalho
Francisco Carvalho (Russas, Ceará, 11 de junho de 1927 — Fortaleza, Ceará 4 de março de 2013) foi um escritor e poeta brasileiro. Sua obra ganhou notoriedade em âmbito nacional quando seu livro Quadrante Solar recebeu o Prêmio Nestlè de Literatura Brasileira na categoria poesia em 1982. Além disso, seus poemas receberam reconhecimento da crítica nacional, sendo comentados por intelectuais como Almeida Fischer. 

## Obras
- Cristal da memória (1955)
- Canção Atrás da Esfinge (1956)
- Do Girassol e da Nuvem (1960)
- O Tempo e os Amantes (1966)
- Dimensão das Coisas (1967)
- Memorial de Orfeu (1969)
- Os Mortos Azuis (1971)
- Pastoral dos Dias Maduros (1977)
- As Verdes Léguas (1979)
- Rosa dos Eventos (1982)
- Quadrante Solar (1982)
- As Visões do Corpo (1984)
- Barca dos Sentidos (1989)
- Rosa Geométrica (1990)
- Exercícios de Literatura (1990)
- O Tecedor e sua Trama (1992)
- Crônica das Raízes (1992)
- Flauta de Barro (1993)
- Galope de Pégaso (1994)
- Sonata dos Punhais (1994)
- Artefatos de Areia (1995)
- Textos e Contextos (1995)
- Rosa dos Minutos (1996)
- Raízes da Voz (1996)
- Os Exílios do Homem (1997)
- Girassóis de Barro (1997)
- Romance da Nuvem Pássaro (1998)
- A Concha e o Rumor (2000)
- O Silêncio é uma Figura Geométrica (2002)
- Centauros Urbanos (2003)
- Memórias do Espantalho (2004)
- Corvos de Alumínio (2007)
- Mortos Não Jogam Xadrez (2008)

## Prêmios
- Prêmio Nestlé de Literatura em 1982, com Quadrante Solar.[1]
- Prêmio da Fundação Biblioteca Nacional do Rio de Janeiro em 1997, com Girassóis de Barro.[1]
- Comenda Dom Lino Deodato Rodrigues de Carvalho, Câmara Municipal de Russas (2006).
- Prêmio Francisco Carvalho de Poesia, Casa dos Amigos de Russas (2008-2009).
- Membro da Academia Cearense de Letras.[1]